# James C. Solomon
James C. Solomon ( * 1952 - ) es un botánico estadounidense, siendo curador asociado del Herbario del Jardín Botánico de Misuri (Missouri Botanical Garden).
En 1974, obtuvo su B.A., en Knox College, y en 1981 su Ph.D., en la Universidad de Washington.

## Algunas publicaciones
1. 1998. Specimen deaccessions from the Missouri Botanical Garden Herbarium during the tenure of Robert E. Woodson (1948-1963). Taxon 47(3): 663-680
2. 1996. TROPICOS: An example of linked specimen and taxon databases. In: Workshop on application of information systems on botanical inventory. Institute of Botany, Academia Sinica, Taipéi. pp. 1-8
3. 1994. Acquisitions and Accessions. En: K.E. Hoagland, ed. Guidelines for institutional policies and planning in natural history collections. pp. 13-16. (con otros contribuyentes)
4. 1990. Cactaceae. En: W. Wagner, D. Herbst & S. Sohmer (eds.), Manual of the Flowering Plants of Hawai'i. 1: 416-420
5. 1989. Bolivia. En: D. Hammond (ed.), Floristic Inventory of Tropical Forests. Pp. 456-463
6. 1982. The systematics and evolution of Epilobium (Onagraceae) in South America. Ann. Missouri Bot. Gard. 69: 239-335

- La abreviatura «Solomon» se emplea para indicar a James C. Solomon como autoridad en la descripción y clasificación científica de los vegetales.[2]